# Sommelier de Corps
El Sommelier de Corps era el càrrec palatí que estava a cura de la persona i les habitacions del Rei d'Espanya. Formava part de l'entramat institucional de la Reial Casa i Patrimoni de la Corona d'Espanya.

## Antecedents històrics i règim als segles XVI, XVII i XVIII
El càrrec de Sommelier de Corps té el seu antecedent en la funció palatina de Castella de Cambrer major del Rei i era l'equivalent al Gran Camarlenc de la cort francesa. La seva denominació prové de la paraula francesa “sommelier” (dormitar) i per tant, era, en definitiva, el que regia al personal al seu càrrec en tot el concernent a les habitacions privades, vestir i condícia personal del Rei, en fi, tot quant atengués la cura i aparença de la reial persona i la seva família. Va ser introduït com a càrrec a partir de 1515 en portar Carles I l'etiqueta de la Casa de Borgonya a la Cort espanyola i les seves funcions estaven perfectament delimitades amb les del Majordom major del Rei exercint competència sobre la Reial Cambra mentre aquest l'exercia sobre el Palau i el Cavallerís major tan aviat el Monarca l'abandonava.
Aquesta figura substituiria en el regnat de l'Emperador a la ja citada de Cambrer major (de fet l'últim que va tenir Carles V va ser Enric de Nassau entre 1521 i 1536.
El Sommelier disposava tot el que es referia al cerimonial i funcionament de la Reial Cambra nomenant als nobles (els Gentilhomes) i als ajudes de cambra que havien d'exercir el servei diari en la mateixa i administrant el pressupost destinat al seu sosteniment.
El poder dels Sumillers de Corps, per això, en aquesta primera era enorme per estar més íntimament a prop del rei, fins a tal punt que era el càrrec palatí més cobejat en detriment del de Majordom major, en teoria de major jerarquia i més extens comandament efectiu sobre totes les altres funcions i càrrecs a la Casa Reial. Els aristòcrates més propers al poder reial en l'època dels Àustries, els anomenats valguts sempre van procurar ser nomenats per aquest càrrec, ja que, així, això els permetia passar més hores al costat del Monarca i controlar les persones que formaven el seu cercle més íntim. Va ser així el cas del duc de Lerma respecte a Felip III, el comte-duc d'Olivares respecte a Felip IV o el duc de Medinaceli respecte a Carles II.
Segons Gómez Centurión:
| « | El Majordom major i el Sommelier de Corps havien de repartir-se els espais del Palau, reservant per al segon les estances més privades que componien la Reial Cambra. Només dins de la Cambra –i amb excepcions– el sumiller es convertia en senyor absolut. El Sommelier tenia servei continuat en la Reial Cambra i, per tant, també l'entrada assegurada a tot moment. I era aquest accés permanent al Rei dins de les seves habitacions més privades i quan es trobava retirat el que proporcionava al sommelier de Corps tot el seu poder i autoritat en la vida de Palau. No sols podia filtrar les seves audiències privades, que ell concedia, retardant unes i afavorint la celebració d'unes altres, sinó també intervenir en el nomenament dels gentilhomes de cambra, els seus immediats subordinats, estrenyent d'aquesta manera el cercle de persones que envoltaven quotidianament al sobirà. I, per descomptat, gràcies a les hores que disposava d'intimitat amb el Rei, intervenir en la concessió i distribució de tota classe de gràcies i mercès. El reconeixement de totes aquestes enormes possibilitats d'exercir un poder efectiu sobre el sobirà havia estat el que havia portat als grans valguts del segle xvii a ocupar sempre el càrrec de Sommelier de Corps o, almenys, a controlar estrictament el seu nomenament. El cerimonial de l'alcova reial constituïa una de les principals prerrogatives que les etiquetes borgonyones concedien al Sommelier de Corps, en la mesura en què suposaven una gran intimitat i un contacte físic diari amb el monarca. Les de la Reial Cambra de 1659 establien al punt primer que al cambrer, o si escau al sommelier, li corresponia dormir en un llit auxiliar en la mateixa estança del sobirà. Si això no era possible o el monarca desitjava dispensar-li d'aquesta obligació, devia almenys dormir a palau. En aixecar-se el Rei havia de lliurar-li personalment la tovallola, la camisa, el toisó, la roba d'aixecar-se i la capa i, en els menjars i sopars, servir-li la copa | » |

.
Amb l'arribada dels Borbó la posició del sommelier va decaure, al principi per la gran quantitat de criats i servitud francesa que Felip V va portar-se'n. Posteriorment, la seva funció no va estar ja tan unida a la seva influència política, en burocratitzar-se el propi funcionament del govern. En centrar-se en la seva labor domèstica, no va ser estrany que mantingués freqüents conflictes de competències amb el Majordom major. La seva posició jeràrquica era menor i percebia per això menys sous o “emoluments” si bé, aquests solien veure's, sovint, compensats amb altres ingressos paral·lels.
El que és cert és que el Monarca va seguir sempre nomenant para tal càrrec a persones de la seva més íntima confiança, com va ocórrer amb el duc de Losada respecte a Carles III i aquests van aprofitar la seva posició per tractar d'afavorir els seus ministres més afins. Els sommeliers a més no eren, generalment, membres de les més antigues famílies de la Grandesa d'Espanya els quals, per contra, solien ser escollits per ocupar el lloc de Majordom major.

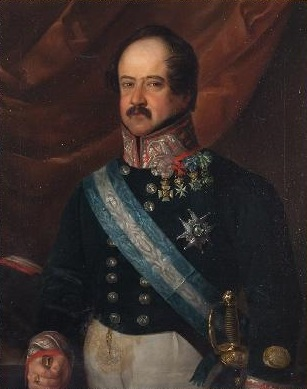
El marqués de Malpica, Sommelier de Corps d'Isabel II

## Règim durant els seglesxixixx
Al segle xix les funcions van ser perdent importància. Ferran VII i Isabel II encara van mantenir un sommelier encarregat de la seva servitud immediata. No obstant això, la figura de Majordom major va anar adquirint cada vegada més rellevància real i la creació, en el regnat d' Isabel II, del càrrec de Cap Superior de Palau unit al de Majordom major van fer que la distinció entre aquest càrrec i el de sommelier fos cada vegada més difusa. De fet, al començament del regnat de penúltim Rei abans de Segona República, Alfons XII, en 1875, el càrrec es va suprimir.
Només en 1906, ja sota el regnat d'Alfons XIII, es va tornar a crear, si bé els càrrecs de Majordom major i de sommelier de Corps es van exercir per la mateixa persona amb una sola excepció entre 1925 i 1927 quan el primer va ser exercit pel duc de Miranda i el segon pel marquès de Viana, Cavallerís i Monter major, que a més va ostentar el càrrec de Guardasegells, tradicionalment unit al de Majordom major.
Malgrat aquesta última circumstància, del Sommelier de Corps, almenys orgànicament, i d'acord amb la seva antiga funció a la qual abans s'ha esmentat, depenien els servents regis que acompanyaven a tot moment al Monarca que eren els Majordoms de setmana. Així mateix d'ell depenien, almenys formalment, els Gentilhomes de Casa i Boca, la classe de Gentilhome de cambra amb exercici i els Gentilhomes d'Entrada.
Aquest càrrec de Sommelier de Corps va ser suprimit després de la proclamació de la Segona República Espanyola el 14 d'abril de 1931.

## Sommeliers de Corps dels Reis d'Espanya entre1515i1931
| Període                                 | Inici | Final | Nom                                                                         | Notes |
| --------------------------------------- | ----- | --- | --------------------------------------------------------------------------- | ----- |
| Regnat de Carles V (1516-1556)          |       | |                                                                             |       |
| 1515                                    | 1521  | Paul de Amersdorf                                                                                                 |                                                                             |       |
| 1528                                    | 1528  | Charles de Poupet, Senyor La Chaulx                                                                               |                                                                             |       |
| 1531                                    | 1556  | Joaquín de Rye, Senyor Balenchon                                                                                  |                                                                             |       |
| Regnat de Felip II (1556-1598)          |       | |                                                                             |       |
| 1556                                    | 1557  | Antonio de Rojas y de Velasco                                                                                     |                                                                             |       |
| 1557                                    | 1573  | Ruy Gómez de Silva, duc de Pastrana                                                                               |                                                                             |       |
| 1585                                    | 1592  | Juan de Acuña, comte de Buendía                                                                                   |                                                                             |       |
| 1592                                    | 1598  | Cristóbal de Moura, comte de Castel Rodrigo                                                                       |                                                                             |       |
| Regnat de Felip III (1598-1621)         |       | |                                                                             |       |
| 1598                                    | 1599  | Cristóbal de Moura, marquès de Castel Rodrigo                                                                     |                                                                             |       |
| 1599                                    | 1618  | Francisco de Sandoval y Rojas, duc de Lerma                                                                       |                                                                             |       |
| 1618                                    | 1621  | Cristóbal Gómez de Sandoval y de la Cerda, duc d'Uceda                                                            |                                                                             |       |
| Regnat de Felip IV (1621-1665)          |       | |                                                                             |       |
| 1621                                    | 1622  | Baltasar de Zúñiga y Velasco                                                                                      |                                                                             |       |
| 1622                                    | 1626  | Gaspar de Guzmán, comte-duc d'Olivares                                                                            |                                                                             |       |
| 1626                                    | 1636  | Ramiro Núñez de Guzmán, duc de Medina de las Torres                                                               |                                                                             |       |
| 1636                                    | 1643  | Gaspar de Guzmán, comte-duc d'Olivares                                                                            | (4)                                                                         |       |
| 1643                                    | 1665  | Ramiro Núñez de Guzmán, duc de Medina de las Torres                                                               |                                                                             |       |
| Regnat de Carles II (1665-1701)         |       | |                                                                             |       |
| 1665                                    | 1668  | Ramiro Núñez de Guzmán, duc de Medina de las Torres                                                               |                                                                             |       |
| 1674                                    | 1687  | Juan Francisco de la Cerda, duc de Medinaceli                                                                     |                                                                             |       |
| 1687                                    | 1693  | Gregorio María de Silva y Mendoza, duc de Pastrana                                                                |                                                                             |       |
| 1693                                    | 1701  | Francisco Casimiro Pimentel de Quiñones y Benavides, comte-duc de Benavente                                       |                                                                             |       |
| Regnat de Felip V (1701-1724)           | 1701  | 1709 | Francisco Casimiro Pimentel de Quiñones y Benavides, comte-duc de Benavente |       |
| Regnat de Felip V (1701-1724)           | 1711  | 1711 | Antonio Álvarez de Toledo y Guzmán, duc d'Alba                              |       |
| Regnat de Felip V (1701-1724)           | 1715  | 1722 | Martín Domingo de Guzmán y Niño, marquès de Quintana del Marco              |       |
| Regnat de Lluís I (1724)                |       | |                                                                             |       |
| 1724                                    | 1724  | Antonio Gaspar de Moscoso Osorio y Aragón, duc de Sanlúcar la Mayor, marquès consort d'Astorga i comte d'Altamira |                                                                             |       |
| Regnat de Felip V (1724-1746)           |       | |                                                                             |       |
| 1724                                    | 1725  | Antonio Gaspar de Moscoso Osorio y Aragón, duc de Sanlúcar la Mayor, marquès consort d'Astorga i comte d'Altamira |                                                                             |       |
| 1725                                    | 1727  | Baltasar de Zúñiga y Guzmán, marquès de Valero i primer duc d'Arión                                               |                                                                             |       |
| 1728                                    | 1741  | Agustín Fernández de Velasco y Bracamonte, duc de Frías                                                           |                                                                             |       |
| 1741                                    | 1746  | Juan Pizarro de Aragón, marquès de San Juan de Piedras Albas                                                      |                                                                             |       |
| Regnat de Ferran VI (1746-1759)         |       | |                                                                             |       |
| 1746                                    | 1748  | Juan Pizarro de Aragón, marquès de San Juan de Piedras Albas                                                      |                                                                             |       |
| 1748                                    | 1757  | Sebastián Guzmán de Spínola, marquès de Montealegre                                                               |                                                                             |       |
| 1757                                    | 1758  | José de Guzmán y Guevara, marquès de Montealegre                                                                  |                                                                             |       |
| 1758                                    | 1759  | Joaquín López de Zúñiga y Castro, duc de Béjar                                                                    |                                                                             |       |
| Regnat de Carles III (1759-1788)        |       | |                                                                             |       |
| 1759                                    | 1783  | José Fernández-Miranda Ponce de León, duc de Losada                                                               |                                                                             |       |
| 1783                                    | 1788  | Judas Tadeo Fernández de Miranda y Villacís, marquès de Valdecarzana                                              |                                                                             |       |
| Regnat de Carles IV (1788-1808)         |       | |                                                                             |       |
| 1788                                    | 1792  | Judas Tadeo Fernández de Miranda y Villacís, marquès de Valdecarzana                                              |                                                                             |       |
| 1792                                    | 1802  | Diego Pacheco Téllez-Girón Gómez de Sandoval, duc de Frías                                                        |                                                                             |       |
| 1802                                    | 1808  | Vicente María Palafox Rebolledo Mexia Silva, marquès d' Ariza                                                     |                                                                             |       |
| Regnat de Ferran VII (1808 y 1814-1833) |       | |                                                                             |       |
| 1808                                    | 1809  | Ignacio de Arteaga e Idiáquez, marquès de Valmediano                                                              |                                                                             |       |
| 1809                                    | 1812  | Juan de la Cruz Belbis de Moncada y Pizarro, marquès de Bélgida                                                   | (3)                                                                         |       |
| 1812                                    | 1814  | Ignacio de Arteaga e Idiáquez, marquès de Valmediano                                                              | (3)                                                                         |       |
| 1814                                    | 1820  | Vicente María Palafox Rebolledo Mexia Silva, marquès d' Ariza                                                     |                                                                             |       |
| 1820                                    | 1822  | Francisco de Paula Fernández de Córdoba y Cárdenas, comte de la Puebla del Maestre                                |                                                                             |       |
| 1822                                    | 1823  | José Gabriel de Silva-Bazán y Waldstein, marquès de Santa Cruz de Mudela                                          |                                                                             |       |
| 1823                                    | 1824  | Francisco de Paula Fernández de Córdoba y Cárdenas, comte de la Puebla del Maestre                                |                                                                             |       |
| 1824                                    | 1833  | José Rafael de Silva Fernández de Híjar y Palafox, duc de Híjar                                                   |                                                                             |       |
| Regnat de Isabel II (1833-1868)         |       | |                                                                             |       |
| 1833                                    | 1854  | José Rafael de Silva Fernández de Híjar y Palafox, duc d'Híjar                                                    |                                                                             |       |
| 1854                                    | 1854  | Joaquín Fernández de Córdova y Pacheco, marquès de Malpica i duc d'Arión                                          |                                                                             |       |
| 1854                                    | 1856  | Luis Carondelet Castaños, duc de Bailen                                                                           | (2)                                                                         |       |
| 1856                                    | 1864  | Vicente Pío Osorio de Moscoso y Ponce de León, comte d' Altamira                                                  |                                                                             |       |
| 1865                                    | 1868  | Joaquín Fernández de Córdova y Pacheco, marquès de Malpica i duc d'Arión                                          |                                                                             |       |
| Regnat de Alfons XIII (1885-1931)       |       | |                                                                             |       |
| 1906                                    | 1909  | Carlos Martínez de Irujo y del Alcázar, duc de Sotomayor                                                          | (1)(2)                                                                      |       |
| 1909                                    | 1925  | Andrés Avelino de Salabert y Arteaga, marquès de la Torrecilla                                                    | (2)                                                                         |       |
| 1925                                    | 1927  | José de Saavedra y Salamanca, marquès de Viana                                                                    | (2)                                                                         |       |
| 1927                                    | 1931  | Luis María de Silva y Carvajal, duc de Miranda                                                                    | (2)                                                                         |       |

(1) Entre 1868 i 1906 aquest càrrec va ser suprimit

(2) Va ser a més Cap Superior de Palau

(3) Sommelier de Corps en l'exili al Castell de Valençay

(4) Cambrer major